# ヴァルディソット
ヴァルディソット（伊: Valdisotto）は、イタリア共和国ロンバルディア州ソンドリオ県にある、人口約3,600人の基礎自治体（コムーネ）。

## 地理

### 位置・広がり
ソンドリオ県北東部のコムーネ。ボルミオから南南西へ5km、ティラーノから北北東へ27km、県都ソンドリオから北東へ47km、州都ミラノから北東へ140kmの距離にある。

#### 隣接コムーネ
隣接するコムーネは以下の通り。
- ボルミオ
- グロージオ
- ソンダロ
- ヴァルディデントロ
- ヴァルフルヴァ

### 地勢・地形
- 河川：アッダ川

### 地震分類
イタリアの地震リスク階級 (it) では、3 に分類される
。

## 行政

### 山岳部共同体
広域行政組織である山岳部共同体「アルタ・ヴァルテッリーナ山岳部共同体」 (it:Comunità montana Alta Valtellina) （事務所所在地: ボルミオ）を構成するコムーネの一つである。

### 分離集落
以下の分離集落（フラツィオーネ）がある。
- Aquilone, Capitania, Cepina, Oga, Piatta, Piazza, San Pietro, Santa Lucia, Santa Maria Maddalena, Tola